# シンデレラ城

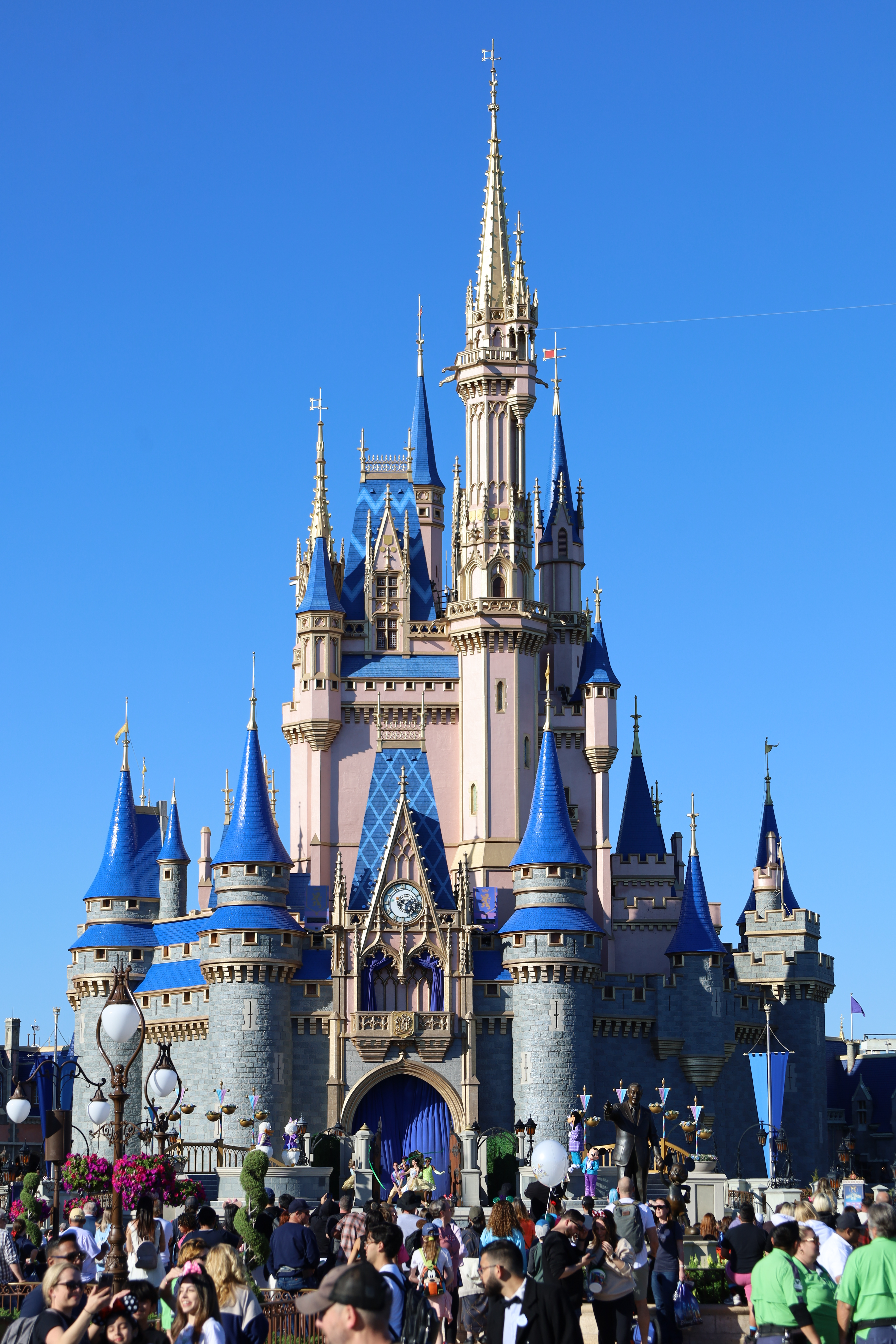
マジック・キングダムのシンデレラ城

シンデレラ城（シンデレラじょう）は世界の複数のディズニーパークにおけるランドマークであり、アトラクションである。その名が示すとおり映画『シンデレラ』に登場する城をモチーフとしている。

## このアトラクションが存在するパーク
- マジック・キングダム（ウォルト・ディズニー・ワールド・リゾート）
- 東京ディズニーランド（東京ディズニーリゾート）

## 概要（各施設共通の概要）
東京ディズニーランドのシンデレラ城がそれ以前に完成したマジック・キングダムのシンデレラ城の複製であるため両者の共通点は非常に多い。
シンデレラ城には、29本の塔があり、ファンタジーランドから城を見上げると、21枚のイタリア製のガラスを使用したステンドグラスが見える。城の一階通路には縦4.6メートル横3メートルのアーチ型のシンデレラの名シーンを現したイタリアガラスのモザイク壁画が5枚ある。ウォルト・ディズニー・イマジニアリングのドロシア・レドモンドによってデザインされたこの壁画には、ジョン・ヘンチ、ハーブ・ライマンといったディズニーを代表するデザイナーの顔がキャラクターとして登場する。また、本物の宝石が使用された部分がある。通路の正面入り口上部とファンタジーランド側入り口上部にはディズニー家の紋章が飾られている。なお、カリフォルニア州アナハイムのディズニーランドにある眠れる森の美女の城にも同一の紋章が飾られているが、歴史上実在するディズニー家の紋章はまったく別の意匠である。 
シンデレラ城には、他のディズニーテーマパーク建築と同様に、石垣が上に向かってだんだん小さくなっていたり、窓や扉の大きさが徐々に小さくなるなどの、強化遠近法が使われている。これらは、城を実際の高さよりも高く見せるためであり、もともと映画のセットで頻繁に使われる技術である。
一番高いところにある金色の塔は、フランスなどヨーロッパの城や寺院建築からヒントを得たものである。アナハイムの眠れる森の美女の城を造った際に設けた小さな金色の塔をウォルト・ディズニーが気に入っていたので、シンデレラ城をデザインした際にデザイナーが最も目立つ塔に採用した。東京では、ほんの一時期銀色に塗られていた。

## 各施設紹介

### マジック・キングダム
| シンデレラ城 Cinderella Castle | シンデレラ城 Cinderella Castle | シンデレラ城 Cinderella Castle                        | シンデレラ城 Cinderella Castle                        |
| ------------------------------ | ------------------------------ | ----------------------------------------------------- | ----------------------------------------------------- |
| オープン日                     | オープン日                     | 1971年10月1日（マジック・キングダムと同時にオープン） | 1971年10月1日（マジック・キングダムと同時にオープン） |
| スポンサー                     | スポンサー                     | なし                                                  | なし                                                  |
| 利用制限                       |                                | なし                                                  | なし                                                  |
| ファストパス                   | ファストパス                   |                                                       | 対象外                                                |
| シングルライダー               | シングルライダー               |                                                       | 対象外                                                |

シンデレラ城（Cinderella Castle）は、マジックキングダムのシンボルであるランドマーク。
高さは189フィートで、外観は2006年以前の東京ディズニーランドのものとほぼ同じ。ただし、外壁である石垣が東京のものほどリアルな質感をもたずに平面的であり、色もより明るく塗られている。内部もそのデザイン要素の多くを東京と共有しているが、パーク全体に広がるUtilidor（造語 utility+corridor）と呼ばれる地下施設（通路）とつながっているという違いがある。
ファンタジーランド側から見た2階部分は東京のものがシンデレラ城ミステリーツアーのショースペースであったのに対し、Cinderella's Royal Tableという飲食施設（当初は「眠れる森の美女」にちなんだKing Stefan's Banquet Hallという名称だったが、1997年4月に改名）になっている。このレストランは本来、ウォルト・ディズニーやその家族が関係者をもてなすための施設として計画され、更に上階に設置予定だったウォルトのプライベートスペースに直結する設計だったが、ディズニーが1966年に死去したため、プライベートスペースは倉庫や電話交換オペレーターの施設として使用されることとなり、レストランも当初から一般のゲストに公開された。
- シンデレラのロイヤルテーブル（Cinderella's Royal Table）

シンデレラ城内にあるレストラン（詳細は上記）

### 東京ディズニーランド
| シンデレラ城 Cinderella Castle | シンデレラ城 Cinderella Castle | シンデレラ城 Cinderella Castle                       | シンデレラ城 Cinderella Castle                       |
| ------------------------------ | ------------------------------ | ---------------------------------------------------- | ---------------------------------------------------- |
| オープン日                     | オープン日                     | 1983年4月15日 (東京ディズニーランドと同時にオープン) | 1983年4月15日 (東京ディズニーランドと同時にオープン) |
| スポンサー                     | スポンサー                     | なし                                                 | なし                                                 |
| 利用制限                       |                                | なし                                                 | なし                                                 |
| ファストパス                   | ファストパス                   |                                                      | 対象外                                               |
| シングルライダー               | シングルライダー               |                                                      | 対象外                                               |

シンデレラ城（Cinderella Castle）は、東京ディズニーランドのシンボルであるランドマーク。
最高地点の高さは51メートルで、頭頂部には園内業務用無線のアンテナが設置されている。
東京ディズニーランドのシンデレラ城内には、2011年4月15日にオープンした、ディズニー映画「シンデレラ」をモチーフにしたアトラクション「シンデレラのフェアリーテイル・ホール」がある。かつてはシンデレラ城ミステリーツアーという東京ディズニーランドだけのアトラクションがあった（下記「シンデレラ城内に過去に存在したアトラクション」参照）。また、現在では「ディズニーロイヤルドリームウェディング」というプログラムが2012年からスタートしたため、結婚式をここであげることも可能となっている。
2014年5月29日からプロジェクションマッピングを使ったナイトエンターテインメント、ワンス・アポン・ア・タイム」が開始された。
2018年7月14日より新ナイトタイムスぺクタキュラー「Celebrate! Tokyo Disneyland」が開始された。
2006年4月から、耐震用の補強工事および塗り替え工事を行っていたが、7月5日に工事は完了し、城下の通路とその周辺が一般に開放された。工事期間中は、作業用の足場が周りに組まれ、シンデレラ城は見えない状態になっていた。また、工事用のカバーには、補修工事期間に開催していたスペシャルイベント「リロ&スティッチのフリフリ大騒動〜Find Stitch!〜」のデコレーションと同じようなデザインが描かれており、工事中でも世界観を壊さないような配慮がなされていた。10年に1回というその工事により、「シンデレラ城ミステリーツアー」の撤去、城周辺にある緑地・池の整備、シンデレラ城外壁の塗り替えが行われた。外壁は、長年親しまれてきた白色からクリーム色へと変わった。
また、2006年9月1日 - 11月5日、12月26日 - 12月30日にもシンデレラ城の改装工事（クリスマスの飾りつけ）が行われており、シンデレラ城のまわりにはフェンスや幕が設置された。シンデレラ城の絵（写真印刷）が現物のシンデレラ城と同じ縮尺で描かれており、幕があることを意識させないようになっていた。
この城の周囲にはウエスタンランドからトゥモローランドにかけて堀が造られている。常に大量の水をたたえ、ゲストの心を癒している。1990年頃からは、この堀と芝生の周辺に野生のカルガモが住み始めるようになった。パークに初めて来園するゲストは、それらを精巧なロボット（オーディオアニマトロニクス）や、東京ディズニーランドで飼われていると勘違いすると言われている。なお、カルガモを始めとする野鳥に餌を与えることは、パーク内の規則として禁止されている。

## シンデレラ城内に過去に存在したアトラクション

### 東京ディズニーランド
| シンデレラ城ミステリーツアー | シンデレラ城ミステリーツアー | シンデレラ城ミステリーツアー | シンデレラ城ミステリーツアー |
| ---------------------------- | ---------------------------- | ---------------------------- | ---------------------------- |
| オープン日                   | オープン日                   | 1986年7月11日                | 1986年7月11日                |
| クローズ日                   | クローズ日                   | 2006年4月5日                 | 2006年4月5日                 |
| スポンサー                   | スポンサー                   | なし                         | なし                         |
| 利用制限                     |                              | なし                         | なし                         |
| ファストパス                 | ファストパス                 |                              | 対象外                       |
| シングルライダー             | シングルライダー             |                              | 対象外                       |

シンデレラ城ミステリーツアー(Cinderella Castle Mystery Tour)は、ウォークスルータイプと呼ばれる徒歩移動型のアトラクション。シンデレラ城の内部を、ガイド役のキャストと共に数十人のグループが歩いて移動する。
ツアーには2タイプあり、どちらかのツアーメンバーのゲストのうち一人が「勇者」に選ばれ、クライマックスシーンのヒーローを演じ「勇者のメダル」という記念品が授与される。1つの班につき1人しか貰えない。運営終了4日前からは、ツアーに参加したゲスト全てに「勇者のメダル」を授与するというキャンペーンが行われた。
1986年7月11日に正式に運営開始、2006年4月5日運営終了となった。このアトラクションは、世界のディズニーパークの中でTDL独自のアトラクションである。それは、もともとシンデレラ城にはディズニーワールドと同様にレストランを作る予定だったが、埋立地のため搬入用の地下トンネルがコストの問題で作れなかったからである。
ショーストーリー本来の目的は、ガイドと共に豪華絢爛なシンデレラ城内部を歩いて廻り、最終的には塔の頂上に上がるというもので、ゲストは始めにディズニーの数々のヒーローやヒロインたちの肖像画が飾られているギャラリーを訪れ、ガイドからディズニー映画『コルドロン』にて魔王ホーンドキングを討伐した少年ターランの説明を受ける。
ところが、数々の絵画の中心に設置されている魔法の鏡がその説明を侮辱し始め、ディズニーのヒーローやヒロインたちの肖像画を雷鳴と共に悪役の肖像画へと変化させ、ゲストを秘密の地下室へと誘う。
そこでゲストは、白雪姫の女王の実験室や『ファンタジア』の悪者チェルノボーグ、『眠れる森の美女』のマレフィセントやその手下、ドラゴンなど数々の城の秘密を知り、ガイドはゲストたちを3階直通のエレベーターに退避させ、全員が到着するとその階で勇者ターランの活躍が描かれた壁画の説明をガイドから受けている途中、魔法の鏡に誘われて通路の途中で閉じ込められるが、彼からの宣戦布告とともに魔法の大釜が置かれているホーンドキングの祭壇の間への通路が開かれ、最後に一人のゲストが選ばれホーンドキングと「光の剣」で戦う事となる。そのゲストが光の剣をかざしてホーンドキングを倒すと出口付近の小部屋が開き、そのゲストは「勇者」と称えられてそこで「勇者のメダル」を授与されると同時に、ファンタジーランドの騎士(ヒーロー・ヒロイン)の称号として「サー」ないしは「レディ」の称号が与えられる。
声の出演
- ホーンドキング：飯塚昭三
- 魔法の鏡：柴田秀勝

## 眠れる森の美女の城とシンデレラ城
カリフォルニア州のアナハイムにあるディズニーランドの眠れる森の美女の城はそのモデルとなったノイシュヴァンシュタイン城の影響を色濃く残している。これに対して、その次にデザインされたマジック・キングダムのシンデレラ城（フロリダオーランド）は複数のヨーロッパの建築、特にフランスの城（宮殿）をモデルにしている。ユッセ城、フォンテーヌブロー宮殿、ヴェルサイユ宮殿、シュノンソー城、シャンボール城、ショーモン城などがそれである。全体としてはディズニーランドの眠れる森の美女の城のほぼ倍の高さがあるばかりでなく、すべてにおいて大きく細部も凝った豪華なデザインになっている。
シンデレラ城は、東京ディズニーランドとマジック・キングダムにほぼ同じものがある。
一方、眠れる森の美女の城はカリフォルニア州アナハイムのディズニーランドと香港ディズニーランドにほぼ同じものがある。ディズニーランド・パリにある眠れる森の美女の城は名前だけ同じだが、他の二つとはデザインおよび大きさが異なり、実在の城だけでなく童話やアニメーションなどの想像上のモチーフに強い影響を受けている。
- 参考：Disney Online Guest Services